# Dance Nation
Dance Nation Records és un segell discogràfic britànic-irlandès, filial de Ministry of Sound. Va ser creat amb el nom de Hard2Beat, però a principis de l'any 2010 es va passar a anomenar Dance Nation Records. El primer llançament de la discogràfica va ser el senzill de Basshunter Now You're Gone, el 2007.

## Àlbums
| Llançament           | Artista    | Títol                       |
| -------------------- | ---------- | --------------------------- |
| 14 de gener de 2008  | Diversos   | Big Tunes 2008              |
| 21 d'abril de 2008   | Diversos   | Hard2Beat Club Anthems 2008 |
| 14 de juliol de 2008 | Basshunter | Now You're Gone - The Album |
| 21 de juliol de 2008 | Diversos   | Put Your Hands Up! 4        |
| 29-09-2008           | Diversos   | Classic Big Tunes           |
| 20-10-2008           | Sash!      | The Best Of                 |
| 30-11-2008           | Diversos   | Hard House Anthems          |
| 29-12-2008           | Diversos   | Wigan Pier Presents Bounce  |
| 04-05-2009           | Varios     | Dance Nation                |
| 03-08-2009           | September  | Cry for You                 |
| 05-10-2009           | Basshunter | Bass Generation             |
| 27-07-2009           | Diversos   | Big Tunes - Back 2 The 90's |

## Senzills
| Núm. Catàleg | Llançament | Artista                             | Títol                                 | Llistes | Llistes |
| Núm. Catàleg | Llançament | Artista                             | Títol                                 | UK      | IRE     |
| ------------ | ---------- | ----------------------------------- | ------------------------------------- | ------- | ------- |
| H2B 01       | 31-12-2007 | Basshunter                          | "Now You're Gone"                     | 1       | 1       |
| H2B 02       | 11-02-2008 | H Two O ft. Platnum                 | "What's It Gonna Be"                  | 2       | 7       |
| H2B 03       | 06-04-2008 | September                           | "Cry for You"                         | 5       | 8       |
| H2B 06       | 07-07-2008 | Sunset Strippers                    | "Step Right Up"                       | –       | –       |
| H2B 07       | 11-08-2008 | 7th Heaven ft. Katherine Ellis      | "Ain't Nothin' Goin' on But the Rent" | –       | –       |
| H2B 08       | 07-07-2008 | Basshunter                          | "All I Ever Wanted"                   | 2       | 1       |
| H2B 10       | 27-07-2008 | Bob Sinclar pres. Fireball          | "What I Want"                         | 52      | –       |
| H2B 11       | 28-07-2008 | Weekend Warriors                    | "Don't Stop Believing"                | –       | –       |
| H2B 12       | 22-09-2008 | Platnum                             | "Love Shy (Thinking About You)"       | 12      | 24      |
| H2B 15       | 06-10-2008 | Sash! feat. Stunt                   | "Raindrops (Encore Une Fois)"         | 9       | 28      |
| H2B 16       | 22-09-2008 | Basshunter                          | "Angel in the Night"                  | 14      | 10      |
| H2B 17       | 29-09-2008 | Bass Slammers ft. Sally Jaxx        | "Dancing With an Angel"               | –       | –       |
| H2B 18       | 18-05-2009 | Star Pilots                         | "In the Heat of the Night"            | 21      | –       |
| H2B 19       | 27-10-2008 | Groove Coverage                     | "Moonlight Shadow"                    | –       | –       |
| H2B 20       | 14-12-2008 | Basshunter                          | "I Miss You"                          | 32      | –       |
| H2B 21       | 08-12-2008 | Geo Da Silva                        | "Do It Like a Truck"                  | –       | –       |
| H2B 22       | 05-04-2009 | Lasgo                               | "Out of My Mind"                      | –       | –       |
| H2B 23       | 08-03-2009 | September                           | "Can't Get Over"                      | 14      | 38      |
| H2B 24       | 15-12-2008 | Confused Crew                       | "One Bad Apple"                       | –       | –       |
| H2B 25       | 14-12-2008 | Basshunter                          | "Jingle Bells (Bass)"                 | 35      | –       |
| H2B 26       | 05-04-2009 | Basshunter                          | "Walk on Water"                       | 76      | –       |
| H2B 29       | 18-03-2009 | Lenny Fontana & Ridney pres. Larisa | "Wait 4 U"                            | –       | –       |
| H2B 35       | 19-04-2009 | Anna Grace                          | "You Make Me Feel"                    | –       | –       |
| H2B 42       | 21-09-2009 | Basshunter                          | "Every Morning"                       | 17      | –       |
| -            | 30-10-2009 | Basshunter                          | "I Promised Myself"                   | 94      | –       |
| -            | 19-07-2010 | Basshunter                          | "Saturday"                            | 21      | 37      |